# 人間環境大学
人間環境大学（にんげんかんきょうだいがく、英語: University of Human Environments）は、愛知県岡崎市本宿町字上三本松6番地2に本部を置く日本の私立大学。2000年創立、2000年大学設置。大学の略称は人環大、UHE。

## 概観

### 大学全体
岡崎学園国際短期大学を改組転換し、国内初の人間環境学部を持つ単科大学として現在の岡崎キャンパスの地に開学した。開学時は学校法人岡崎学園が運営母体となっていたが、2014年（平成26年）4月1日付で愛媛県に本拠を置く学校法人河原学園へと変更されている。2015年（平成27年 ）愛知県大府市に大府キャンパス、2017年（平成29年）愛媛県松山市花園町に松山キャンパス、2022年（令和4年）に愛媛県松山市道後樋又に松山道後キャンパスを設置した。

## 沿革

### 略歴
- 1906年（明治39年）6月13日 - 岡崎裁縫女学校の設置が認可され、開校。
- 1931年（昭和6年）9月 - 岡崎裁縫女学校を岡崎高等家政女学校と改称。
- 1942年（昭和17年）3月 - 財団法人岡崎高等家政女学校の設置認可。
- 1947年（昭和22年）4月 - 岡崎晨星中学校を併設。
- 1948年（昭和23年）4月 - 岡崎高等家政女学校を岡崎家政高等学校と改称。
- 1951年（昭和26年）2月 - 学校法人岡崎家政学園に組織変更。
- 1954年（昭和29年）
  - 11月 - 岡崎晨星中学校を廃止。
  - 12月 - 岡崎家政高等学校を岡崎女子高等学校と改称。
- 1981年（昭和56年）11月 - 学校法人岡崎家政学園を学校法人岡崎学園と改称。
- 1992年（平成4年）4月1日 - 岡崎学園国際短期大学を開学。岡崎女子高等学校を岡崎学園高等学校と改称。
- 2000年（平成12年）4月1日 - 人間環境大学を開学。人間環境学部人間環境学科を開設。
- 2001年（平成13年）4月1日 - 岡崎女子高等学校を人間環境大学岡崎学園高等学校と改称。
- 2002年（平成14年）
  - 4月1日 - 人間環境大学岡崎学園高等学校を男女共学化。
  - 5月 - 岡崎学園国際短期大学を廃止。
- 2003年（平成15年）4月1日 - 大学院人間環境学研究科人間環境専攻修士課程を開設。
- 2005年（平成17年）4月1日 - 人間環境大学岡崎学園中学校を開校。
- 2011年（平成23年）3月 - 愛媛県に本部を置く学校法人河原学園と提携し、人間環境大学岡崎学園高等学校、人間環境大学岡崎学園中学校とともに河原学園グループとなる。
- 2014年（平成26年）
  - 1月22日 - 文部科学省より学校法人河原学園と学校法人岡崎学園の合併が認可される。
  - 3月31日 - 学校法人岡崎学園を解散。
- 2014年（平成26年）4月1日 - 運営母体が学校法人河原学園となる。
- 2015年（平成27年）4月 - 愛知県大府市に大府キャンパスを開設し、看護学部看護学科、大学院看護学研究科看護学専攻（博士前期課程・博士後期課程）を開設[2][2]。
- 2017年（平成29年）4月1日 - 愛媛県松山市に松山看護学部看護学科を設置[3]。人間環境学部人間環境学科を改組し、人間環境学部心理学科、環境科学科を設置。
- 2022年（令和4年）4月 - 愛媛県松山市道後樋又（日本郵政の旧四国郵政研修センター跡地）に新キャンパスを構え、総合心理学部を設置。さらに、岡崎キャンパスに心理学部、環境科学部の2学部を設置。
- 2024年（令和6年）4月 - 22年度開設の総合心理学部に「総合犯罪心理学科」を開設[4]
- 2025年（令和7年）4月 - 松山道後キャンパスに総合環境学部を設置。[5]

## 基礎データ

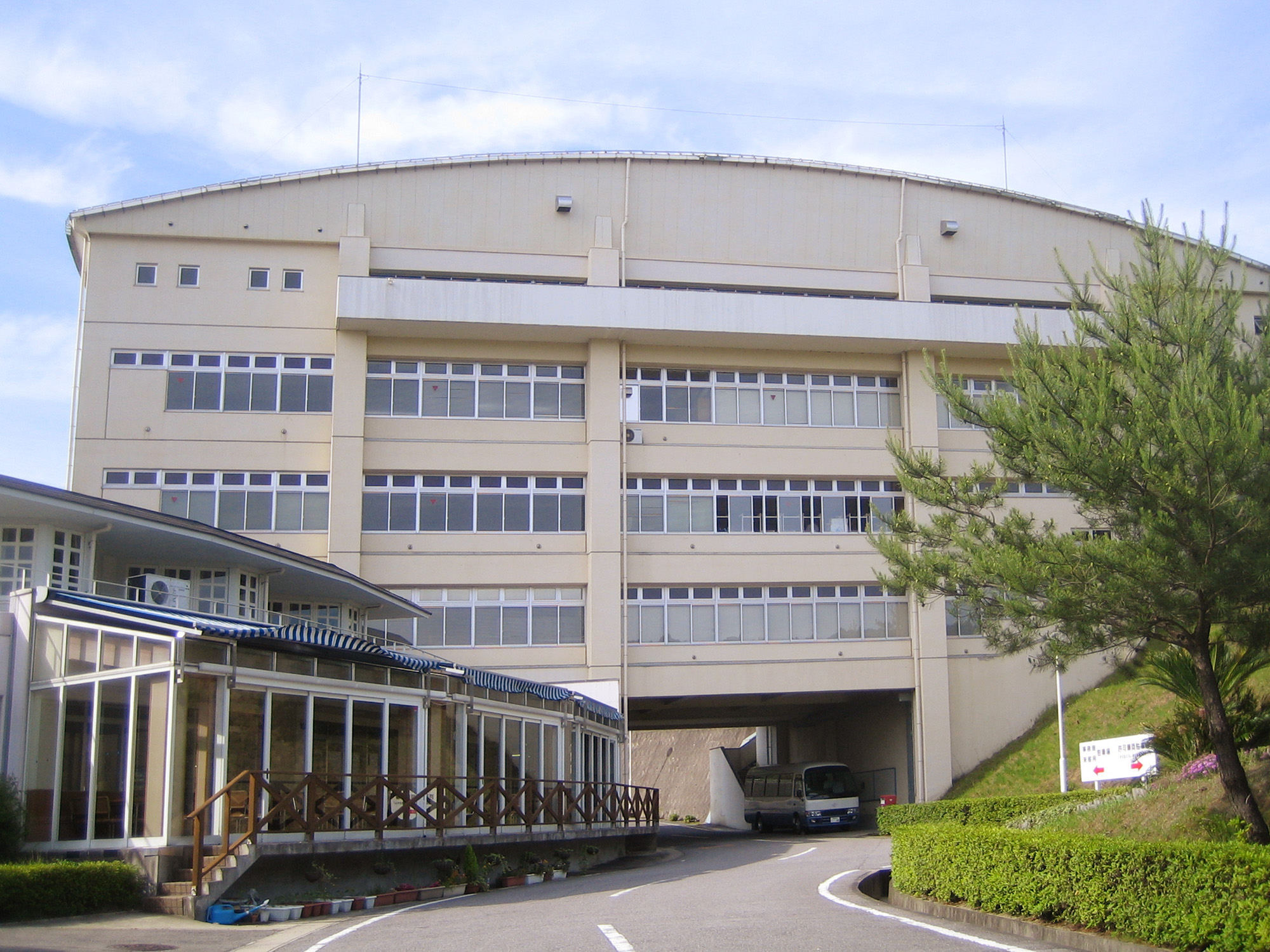
2号館（正面）と学生食堂（左）

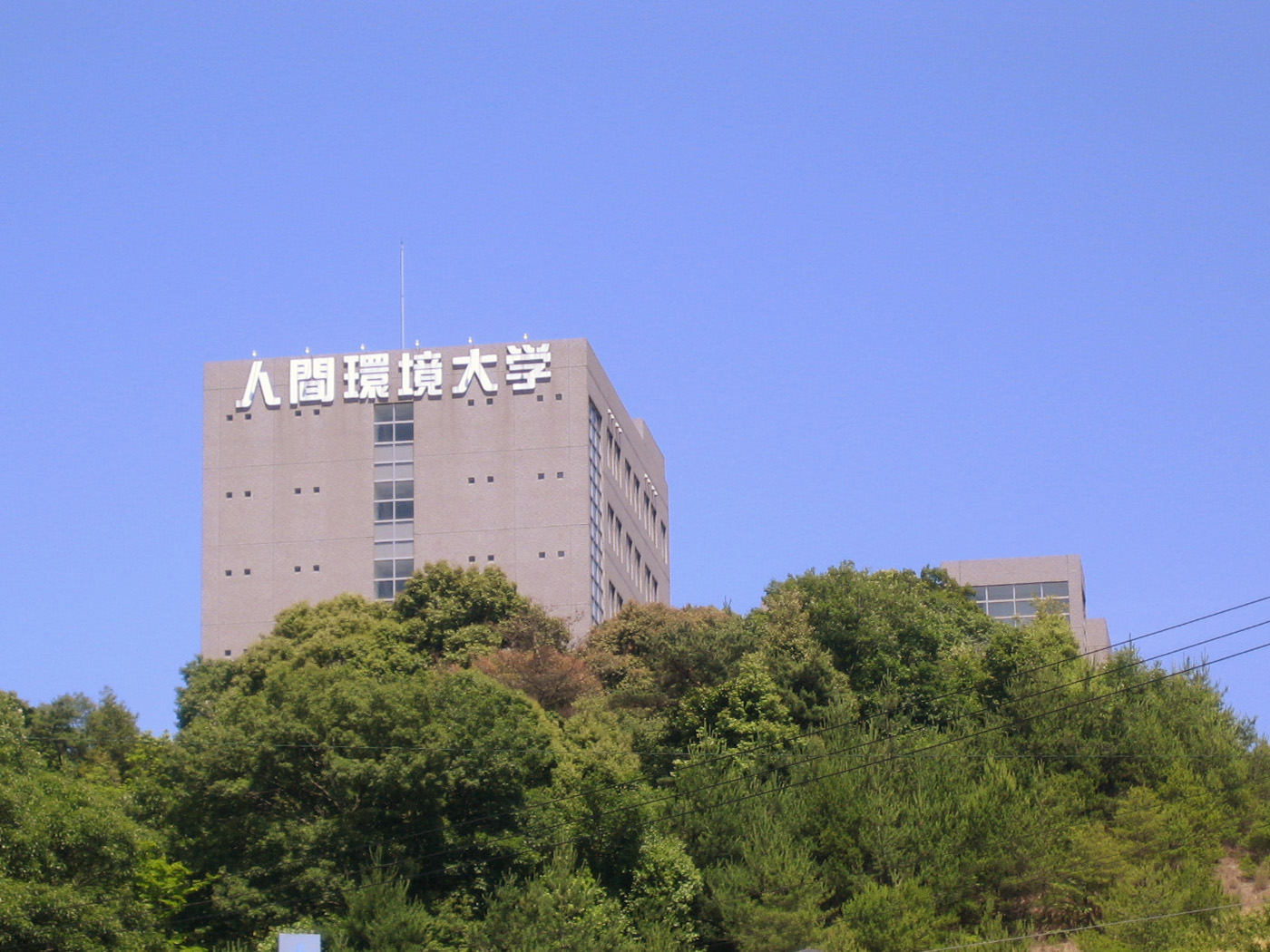
岡崎学園教育センターB館と3号館

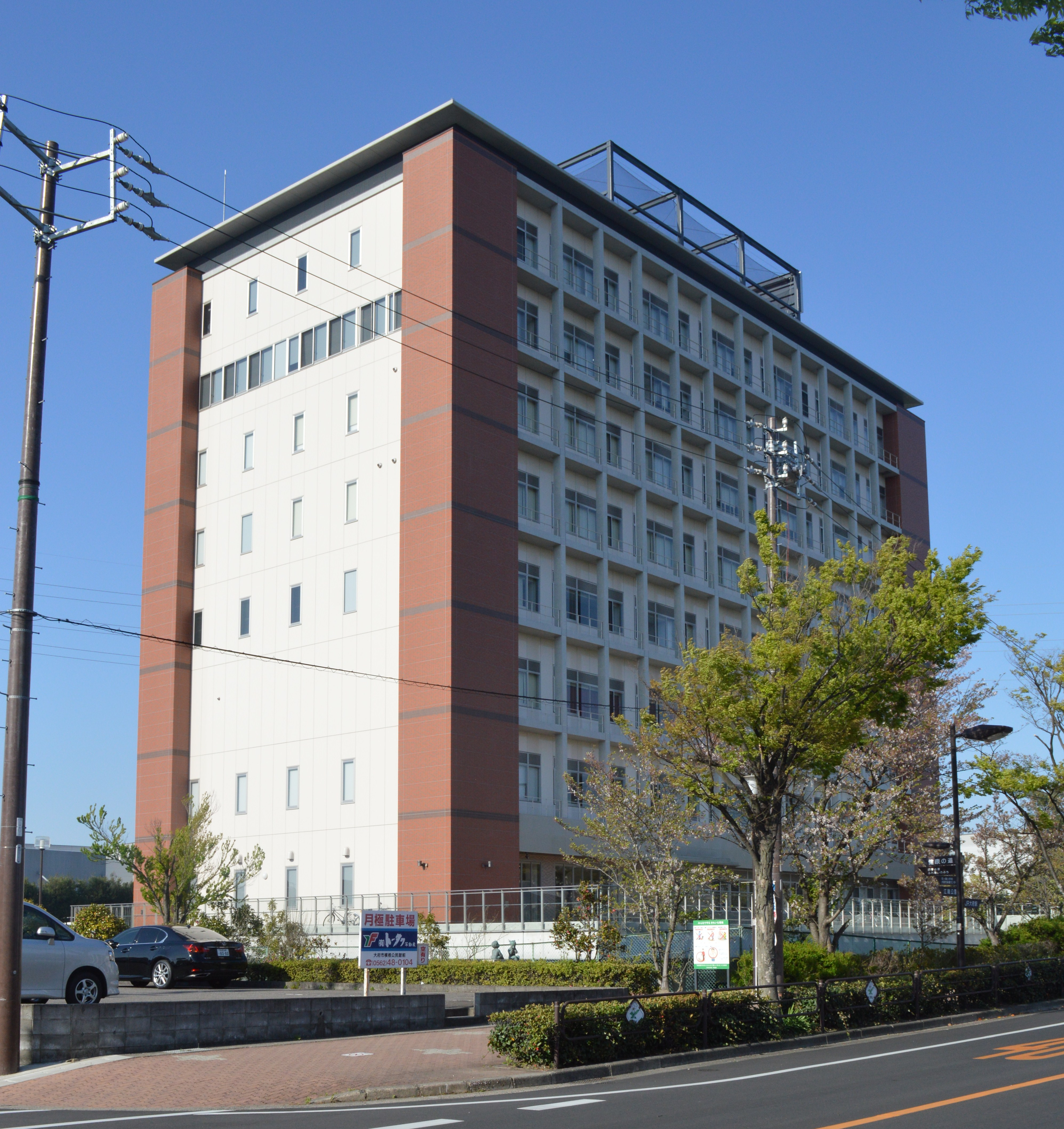
大府市にある看護学部

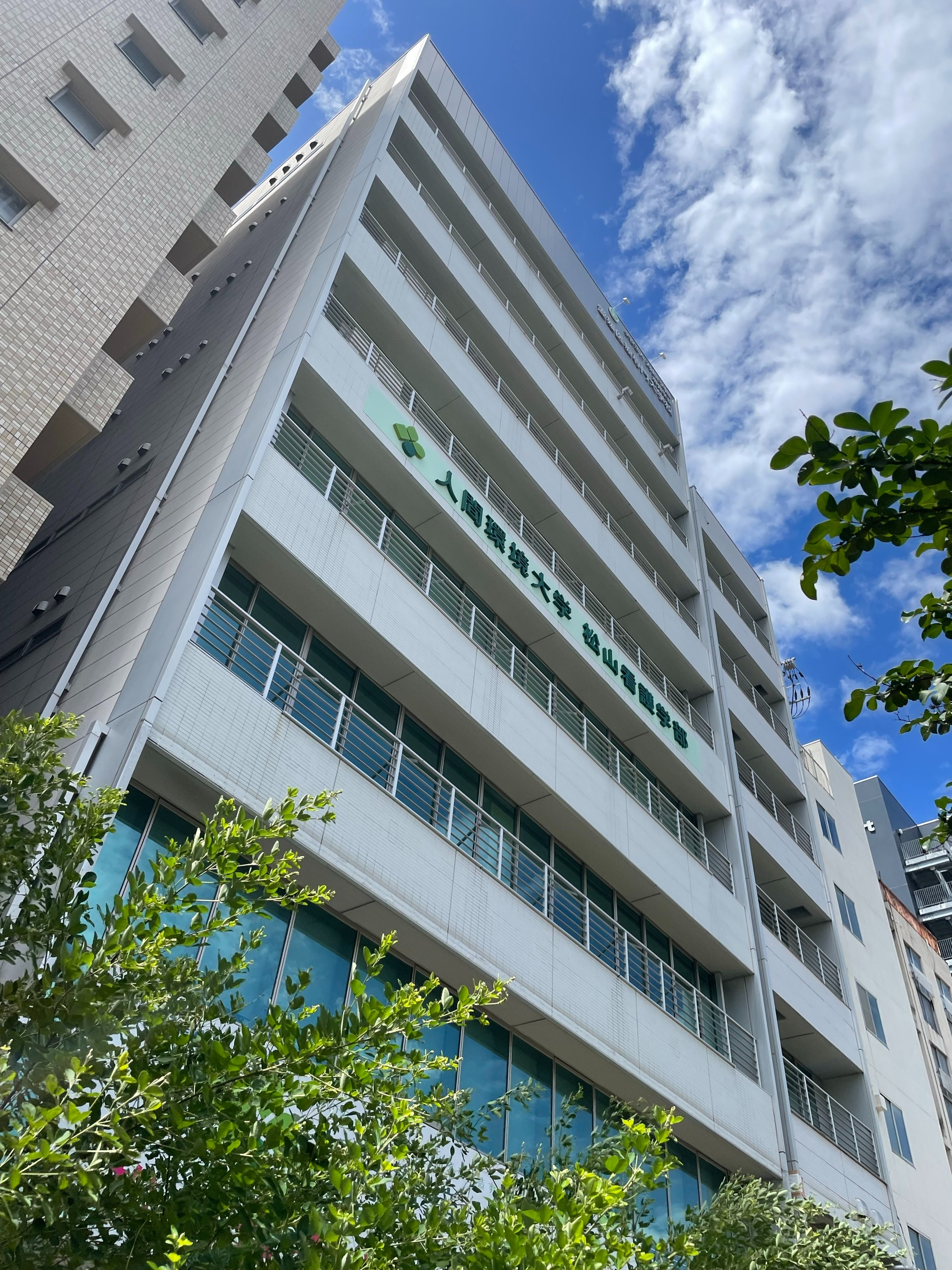
松山市花園町の松山キャンパス

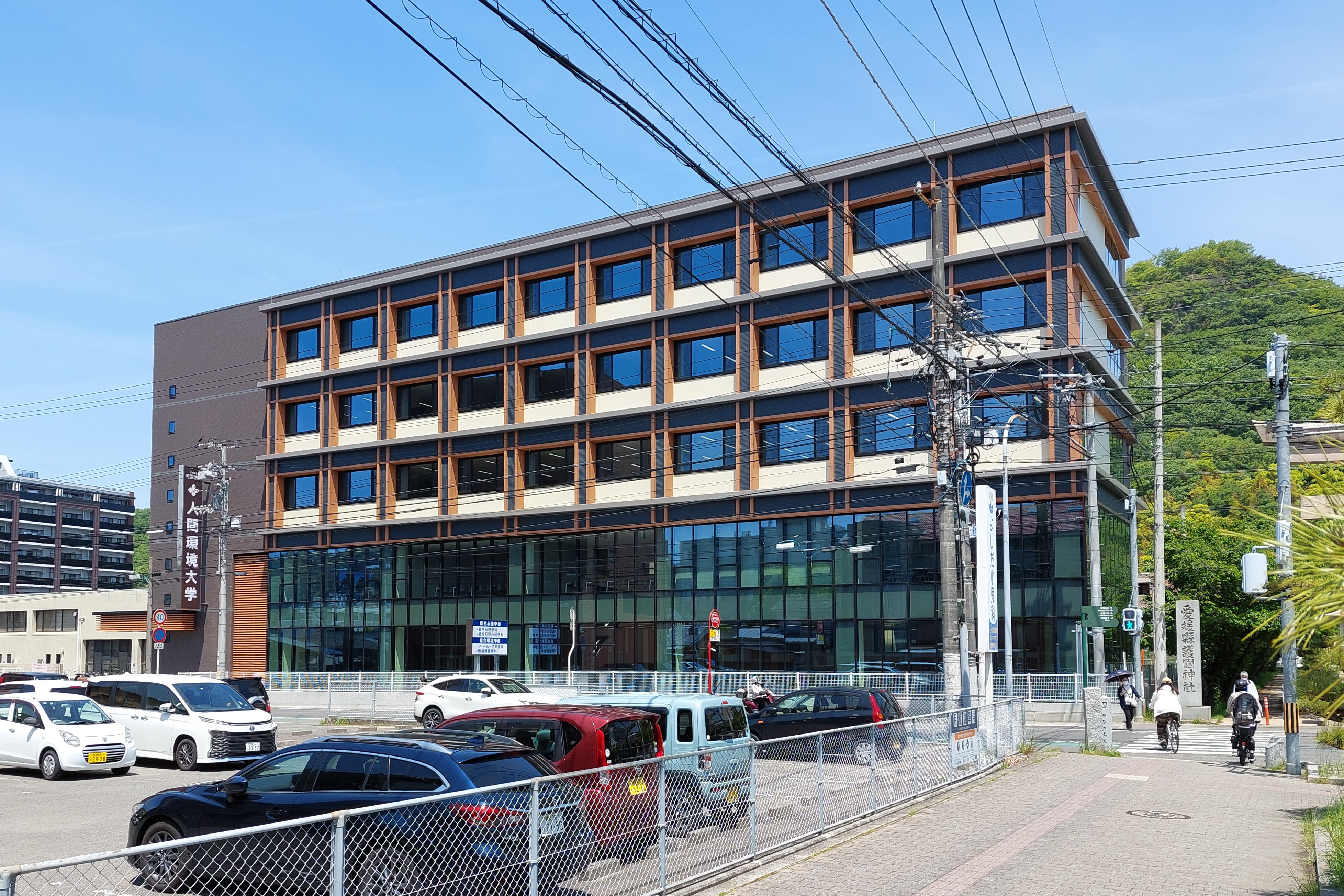
松山市道後樋又の松山道後キャンパス

### 所在地
- 岡崎キャンパス - 愛知県岡崎市本宿町字上三本松6-2
- 大府キャンパス - 愛知県大府市江端町3丁目220番地。 江端調整池の上に人工地盤を造って建設し[6]、2015年（平成27年）4月に開設[2]。
- 松山キャンパス - 愛媛県松山市花園町3-6
- 松山道後キャンパス - 愛媛県松山市道後樋又1192-3

### 学部
- 岡崎キャンパス（愛知県岡崎市本宿町字上三本松）
  - 心理学部
    - 心理学科
    - 犯罪心理学科

  - 環境科学部
    - フィールド生態学科
    - 環境データサイエンス学科

- 大府キャンパス（愛知県大府市江端町）
  - 看護学部
    - 看護学科

- 松山キャンパス（愛媛県松山市花園町）
  - 松山看護学部
    - 看護学科

- 松山道後キャンパス（愛媛県松山市道後樋又）[7]
  - 総合心理学部
    - 総合心理学科
    - 総合犯罪心理学科

  - 総合環境学部
    - フィールド自然学科　- 陸域と水域の生態系を構成する多様な生物の専門教育、農学の専門教育
    - 環境情報学科　- IT系の専門教育

### 大学院
- 岡崎キャンパス（愛知県岡崎市本宿町字上三本松）
  - 人間環境学研究科
    - 人間環境専攻（修士課程）
      - 臨床心理研究指導分野
      - 環境科学研究指導分野

- 大府キャンパス（愛知県大府市江端町）
  - 看護学研究科[2]。
    - 看護学専攻（博士前期課程）（博士後期課程）（2020年（令和2年）4月、博士前期課程に助産師養成課程を開設）

- 松山キャンパス（愛媛県松山市花園町）
  - 松山看護学研究科

### 附属機関
- 人間環境学研究所
- 臨床心理相談室
- 附属図書館
- 環境教育センター
- こころの相談支援センター
- 子どもと親の心理発達支援研究センター

## 大学関係者と組織

### 大学関係者一覧
- 人間環境大学の人物一覧

## 対外関係

### 他大学との協定
- 鳥取環境大学（施行当時）・京都学園大学（施行当時）・豊橋技術科学大学 - 「大学学部教育における『環境教育』共通カリキュラム開発のための戦略的大学連携事業」に係る単位互換についての覚書（平成22年4月1日施行）に基づく単位互換履修[8]。
- 東海大学 - 「海外の大学との科目等履修生に関する協定書」（平成19年4月1日施行）に基づく単位互換履修[8]。

### 地方自治体との協定
- 岡崎市 - 包括連携協定（2016年12月20日締結）。
- 大府市 - 包括連携協定（2015年8月24日締結）[9]。災害時における被災者支援に関する協定（2016年1月28日締結）[10]。
- 伊方町 - 保健福祉分野の連携協力協定（2018年4月16日締結）[11]。

### 小中学校・高等学校との協定
- 愛知県立豊野高等学校 - 高大連携に関する協定（2018年3月29日締結）[12]。
- 豊川高等学校 - 高大連携に関する協定（2016年12月20日締結）[13]。

### その他機関･団体との協定
- 社会福祉法人東温市社会福祉協議会 - 「学生のアクティブラーニング」受入の提携協定（2017年6月22日締結）。

## 交通機関
岡崎キャンパス
- 名鉄名古屋本線 本宿駅下車、徒歩で約8分。

大府キャンパス
- JR東海道本線・武豊線 大府駅下車、徒歩で約3分。

松山キャンパス
- 伊予鉄高浜線・横河原線・郡中線・花園線 松山市駅下車、徒歩で約1分。

松山道後キャンパス
- 伊予鉄城北線赤十字病院前停留場下車、徒歩で約6分。

## 公式サイト
- 人間環境大学